# Petr Jiráček
Petr Jiráček (ur. 2 marca 1986 w Tuchořicach) – czeski piłkarz grający na pozycji defensywnego pomocnika.

## Kariera klubowa
Karierę piłkarską Jiráček rozpoczynał w młodzieżowych drużynach takich klubów jak: Sokol Tuchořice, Baník Sokolov, Buldoci Karlovy Vary i Slavia Praga. W 2005 roku wrócił do Baníka i zadebiutował w nim w drugiej lidze czeskiej. W Baníku grał do końca sezonu 2007/2008.
Latem 2008 roku Jiráček przeszedł do pierwszoligowej Viktorii Pilzno. W czeskiej ekstraklasie zadebiutował 2 sierpnia 2008 w wygranym 3:2 domowym meczu z Viktorią Žižkov. W sezonie 2009/2010 zdobył z Viktorią Puchar Czech, a w sezonie 2010/2011 wywalczył mistrzostwo kraju. W sezonie 2011/2012 awansował z Viktorią do fazy grupowej Ligi Mistrzów.
Na początku 2012 roku Jiráček został zawodnikiem VfL Wolfsburg. W latach 2013–2015 grał w Hamburger SV. W 2015 przeszedł do Sparta Praga. W 2016 został z niej wypożyczony do FK Jablonec. W 2017 trafił do Fastav Zlín.
| Sezon   | Klub            | Kraj   | Rozgrywki         | Mecze | Bramki |
| ------- | --------------- | ------ | ----------------- | ----- | ------ |
| 2006/07 | Baník Sokolov   | Czechy | 2. Gambrinus liga | 15    | 1      |
| 2007/08 | Baník Sokolov   | Czechy | 2. Gambrinus liga | 25    | 1      |
| 2008/09 | Viktoria Pilzno | Czechy | 1. Gambrinus liga | 29    | 1      |
| 2009/10 | Viktoria Pilzno | Czechy | 1. Gambrinus liga | 26    | 1      |
| 2010/11 | Viktoria Pilzno | Czechy | 1. Gambrinus liga | 29    | 5      |
| 2011/12 | Viktoria Pilzno | Czechy | 1. Gambrinus liga | 16    | 4      |
| 2011/12 | VfL Wolfsburg   | Niemcy | Bundesliga        | 13    | 2      |
| 2012/13 | Hamburger SV    | Niemcy | Bundesliga        | 13    | 1      |
| 2013/14 | Hamburger SV    | Niemcy | Bundesliga        | 21    | 1      |
| 2014/15 | Hamburger SV    | Niemcy | Bundesliga        | 19    | 0      |
| 2015/16 | Sparta Praga    | Czechy | 1. Gambrinus liga | 18    | 0      |
| 2016/17 | FK Jablonec     | Czechy | 1. Gambrinus liga | 18    | 1      |
| 2017/18 | Fastav Zlín     | Czechy | 1. Gambrinus liga |       |        |

## Kariera reprezentacyjna
W reprezentacji Czech Jiráček zadebiutował 3 września 2011 roku w zremisowanym 2:2 meczu eliminacji do Euro 2012 ze Szkocją. 15 listopada 2011 w barażu o awans na ten turniej z Czarnogórą strzelił swojego pierwszego gola w kadrze narodowej. Drugiego gola (stan na lipiec 2012) dla Reprezentacji Czech w piłce nożnej strzelił w spotkaniu z Grecją na EURO 2012; Reprezentacja Czech wygrała ten mecz 2:1.